# 1450
| [ Edytuj tabelę ]                          | |
| Król Polski                                | - 1447 Kazimierz IV Jagiellończyk 1492 |
| Książę Albanii                             | - 1443 Skanderbeg 1468 - 1446 Lekë Dukagjini 1481 |
| Współksiążęta Andory                       | - 1437 Arnau Roger de Pallars 1461 - 1436 Gaston IV 1472 |
| Król Anglii                                | - 1422 Henryk VI 1461 |
| Król Aragonii i Walencji, hrabia Barcelony | - 1416 Alfons V Aragoński 1458 |
| Władca Azteków                             | - 1440 Montezuma I 1468 |
| Elektor Brandenburgii                      | - 1440 Fryderyk II Żelazny 1471 |
| Książę Bawarii-Landshut                    | - 1393 Henryk XVI Bogaty 1450 - 1450 Ludwik IX Bogaty 1479 |
| Książę Bawarii-Monachium                   | - 1438 Albert III 1460 |
| Książę Burgundii                           | - 1419 Filip III Dobry 1467 |
| Cesarz Bizancjum                           | - 1449 Konstantyn XI Paleolog 1453 |
| Sułtan Brunei                              | - 1433 Sulaiman 1473 |
| Cesarz Chin                                | - 1449 Jingtai 1457 |
| Król Cypru                                 | - 1432 Jan II 1458 |
| Król Czech                                 | - 1440 Władysław Pogrobowiec 1457 |
| Król Danii                                 | - 1448 Chrystian I 1481 |
| Dalajlama                                  | - 1391 Gendun Drup 1474 |
| Władca Egiptu                              | - 1438 Czakmak 1453 |
| Cesarz Etiopii                             | - 1434 Zara Jaykob Konstantyn 1468 |
| Król Francji                               | - 1422 Karol VII 1461 |
| Król Gruzji                                | - 1446 Jerzy VIII 1465 |
| Hrabia Holandii                            | - 1433 Filip III Dobry (z Burgundii) 1467 |
| Władca Inków                               | - 1438 Pachacutec 1471 |
| Cesarz Japonii                             | - 1428 Go-Hanazono 1464 |
| Kalif                                      | - 1441 Al-Mustakfi II 1451 |
| Król Kastylii i Leónu                      | - 1406 Jan II Kastylijski 1454 |
| Patriarcha Konstantynopola                 | - 1443 Grzegorz III Mammas 1450 - 1450 Atanazy II 1453 |
| Władca Korei                               | - 1418 Sejong Wielki 1450 - 1450 Munjong 1452 |
| Wielki książę litewski                     | - 1440 Kazimierz IV Jagiellończyk 1492 |
| Cesarz Majapahitu                          | - 1447 Kertawidżaja 1451 |
| Sułtan Maroka                              | - 1421 Abdulhak II 1465 |
| Książę Mediolanu                           | - 1450 Franciszek I 1466 |
| Senior Monako                              | - 1436 Jan I 1454 |
| Wielki książę moskiewski                   | - 1425 Wasyl II Ślepy 1462 |
| Król Nawarry                               | - 1441 Jan II Aragoński 1479 |
| Król Norwegii                              | - 1449 Karol VIII Knutsson Bonde 1450 - 1450 Chrystian I 1481 |
| Sułtan Omanu                               | - 1435 Abu al-Hasan 1451 |
| Elektor Palatynatu                         | - 1449 Fryderyk I 1476 |
| Papież                                     | - 1447 Mikołaj V 1455 |
| Król Portugalii                            | - 1438 Alfons V 1481 |
| Cesarz Rzymski (niemiecki)                 | - 1440 Fryderyk III Habsburg 1493 |
| Kapitanowie Regenci San Marino             | - 1449 Bianco di Antonio Simone di Antonio Belluzzi 1450 - 1450 Francesco di Simone Belluzzi 1450 - 1450 Matteo di Mucciolo 1450 - 1450 Marino di Venturino 1450 - 1450 Menghino di Francesco Calcigni Mengo di Antonio 1451 |
| Despota Serbii                             | - 1429 Jerzy I Branković 1456 |
| Elektor Saksonii                           | - 1428 Fryderyk II Łagodny 1464 |
| Król Szkocji                               | - 1437 Jakub II 1460 |
| Król Szwecji                               | - 1448 Karol Knutsson Bonde 1457 |
| Król Tajlandii                             | - 1448 Borommatrailokkanat 1488 |
| Sułtan Turków                              | - 1446 Murad II 1451 |
| Doża Wenecji                               | - 1423 Francesco Foscari 1457 |
| Król Węgier                                | - 1444 Władysław Pogrobowiec 1457 |
| Cesarz Wietnamu                            | - 1442 Lê Nhân Tông 1459 |
| Wielki mistrz zakonu krzyżackiego          | - 1441 Konrad von Erlichshausen 1450 - 1450 Ludwig von Erlichshausen 1467 |

Rok 1450 / MCDL
stulecia: XIV wiek ~
XV wiek ~
XVI wiek

lata: 1440 «
1445 «
1446 «
1447 «
1448 «
1449 «
1450
» 1451
» 1452
» 1453
» 1454
» 1455
» 1460

## Wydarzenia w Polsce
- Król Kazimierz Jagiellończyk potwierdził prawa miejskie dla Kłecka.
- Jan Długosz otrzymał w Krakowie dom zwany obecnie Domem Długosza.
- Obradował Sejm Wielkiego Księstwa Litewskiego w Wilnie[1].
- Król Kazimierz Jagiellończyk nadał miastu Sieradz przywilej składowania soli z Wieliczki[2].

## Wydarzenia na świecie
- 15 kwietnia – wojna stuletnia: zwycięstwo Francuzów nad Anglikami w bitwie o Formigny, koniec angielskiej dominacji w północnej Francji.
- 2 maja – została odkryta Graciosa w archipelagu Azorów.
- 8 maja – w Kencie wybuchła rebelia pod wodzą Jacka Cade’a przeciwko królowi Henrykowi VI Lancasterowi.
- 14 maja – armia turecka rozpoczęła oblężenie albańskiej twierdzy Kruja.

- Wynalezienie ruchomej czcionki przez Jana Gutenberga. Wielu błędnie nazywa to wynalezieniem druku, jednakże wycinanie w deskach całych stron i odbijanie ich było znane już wcześniej.

## Urodzili się
- Giovanni Caboto – żeglarz, odkrywca Labradoru (zm. 1499)
- Luca Signorelli – malarz włoskiego renesansu (zm. 1523)
- Bartolomeu Dias – żeglarz i odkrywca portugalski (zm. 1500)
- Gaspar da Gama – żydowski podróżnik (zm. ok. 1510)
- Michał z Bystrzykowa – polski teolog i filozof (data przybliżona) (zm. 1520)
- Dominik Spadafora – włoski dominikanin, błogosławiony katolicki (zm. 1521)

## Zmarli
- 15 maja – Andrzej Abellon, francuski dominikanin, błogosławiony katolicki (ur. 1375)
- 11 czerwca − Stefan Bandelli, włoski dominikanin, błogosławiony katolicki (ur. 1369)
- 18 lipca – Franciszek I Bretoński – książę Bretanii (ur. 1414)
- 30 lipca - Henryk XVI Bogaty - książę Bawarii-Landshut (ur. 1386)
- wrzesień – Jan Odrowąż ze Sprowy, biskup lwowski, notariusz królewski (ur. ?)
- 6 września – Piotr Odrowąż ze Sprowy i Zagórza, dowódca wyprawy na Mołdawię (ur. ?)
- 9 września – Mikołaj Lasocki, sekretarz króla Władysława Jagiełły (ur. ok. 1380)
- 16 września – Ludwik Aleman, arcybiskup Arles, błogosławiony (ur. ok. 1380)

- data dzienna nieznana:
  - Mateusz z Agrigento, sycylijski franciszkanin, biskup Agrigento, apostoł Barcelony, błogosławiony katolicki (ur. ok. 1376-1377)
  - Sejong Wielki, król Korei (ur. 1397)